# Францис, Янис
Янис Фра́нцис (в российской армии Иван Александрович Франц, латыш. Jānis Francis) (21 июня (3 июля) 1877 — 24 октября 1956, Рига) — российский и латвийский офицер, участник русско-японской и Первой мировой войн. Генерал Латвийской армии, кавалер Военного ордена Лачплесиса. Один из подписавших меморандум Латвийского центрального совета 17 марта 1944 года.

## Биография
Родился на хуторе Дирлас Кёнской волости Вольмарского уезда Лифляндской губернии в крестьянской семье. Окончил городскую школу в Вольмаре, 18 декабря 1894 года зачислен в Русскую императорскую армию. Служил в 113-м Старорусском пехотном полку, дислоцированном в Риге. В марте 1898 г. окончил Виленское пехотное юнкерсое училище по 2-му разряду в звании прапорщика. После этого служил в 180-м Виндавском пехотном полку, дислоцированном в Митаве. В 1899 г. произведён в чин подпоручика, в 1903 г. — поручика. В 1904 году переведён 160-й Абхазский пехотный полк. Участвовал в русско-японской войне в составе Абхазского пехотного полка (неоднократно награждался). После войны вернулся в прежний полк, где стал командиром роты. В 1907 году произведён в штабс-капитаны, в 1914 году — капитаны.
Участвовал в Первой мировой войне. Сначала командовал ротой, затем батальоном. Сражался в Польше и Галиции. В феврале 1915 года произведён в подполковники. С мая 1915 года — командир батальона 177-го пехотного полка. В боях был ранен и дважды контужен, но остался в строю.
29 августа 1915 года назначен командиром 2-го Рижского латышского стрелкового батальона. Участвовал в боях под Слокой, Кемери и Кекавой. Также участвовал в обороне «Острова смерти». 15 июня был контужен и эвакуирован в тыл. Кроме этого ранения, которое для Яниса Франциса стало уже третьим, был ранен в голову и сломал пятку правой ноги. В июле 1916 года произведён в полковники. После выздоровления в декабре был назначен командиром Латышского стрелкового запасного полка, который располагался в Вольмаре. В феврале 1918 года вышел в отставку и уехал в Россию.
В сентябре был мобилизован в Красную Армию, где занимал незначительные должности, некоторое время был командиром роты инструкторского батальона. В сентябре 1920 года вышел в отставку как гражданин Латвии. После этого Янис Францис вернулся в Латвию.
3 февраля 1921 года вступил в Латвийскую армию, где был восстановлен в звании полковника и зачислен в резерв Генерального штаба. 1 апреля назначен вторым помощником начальника Генерального штаба. С июля возглавлял комиссию по выявлению исторических полей сражений латышских солдат. Комиссия выявила 29 мест сражений. В следующем году был назначен начальником Рижского гарнизона, занимал эту должность до 1924 года. 22 июня 1925 г. произведён в генералы. Начальник Генштаба с 25 апреля 1928 года. С 10 сентября 1929 года — второй помощник начальника штаба  армии.
Вышел в отставку в июле 1935 года по достижении максимального возраста службы. В 1944 году подписал меморандум Латвийского центрального совета. Проживал в Риге, где умер в 1956 году. Похоронен на 1-м Лесном кладбище.

## Награды
Российские:
- Орден Св. Станислава 3-й ст. с мечами и бантом (1905)
- Орден Св. Анны 3-й ст. (1906, мечи и бант к ордену 15 ноября 1915)
- Орден Св. Анны 4-й ст. (9 августа 1915)
- Орден Св. Станислава 2-й ст. (мечи к ордену 9 октября 1916)
- Орден Св. Анны 2-й ст. с мечами (17 февраля 1915)
- Орден Св. Владимира 4-й ст. с мечами и бантом (19 февраля 1915)
- Орден Св. Владимира 3-й ст. с мечами (6 февраля 1917)

Латвийские:
- Военный орден Лачплесиса 3-й ст. № 872 (1921) — за отличие в 1915—1916 гг. под Слокой, Кемери, Кекавой и на «Острове смерти»
- Орден Трёх Звёзд 3-й степени № 275 (14 ноября 1928)
- Медаль в память 10 лет освободительных боёв в Латвийской Республике (1928)
- Орден Трёх Звёзд 2-й степени № 250 (7 ноября 1934)
- Крест Заслуг айзсаргов

Иностранные:
- Бельгийский орден Леопольда II 2-й ст.
- Эстонский орден Орлиного креста 2-й ст. (17 ноября 1932)
- Шведский орден Меча — командор I класса.

## Сочинения
В 1923 году в журнале «Latviešu Strēlnieks» опубликовал краткие воспоминания «Как стрелок выполнял свои обязанности» (латыш. Kā strēlnieks pildīja savus pienākumus).